# Романовская (Ростовская область)
Романовская — станица в Ростовской области России. Административный центр Волгодонского района и Романовского сельского поселения.

## История
Впервые о Романовской упоминается в 1413 году. Станица началась с маленького казачьего городка Романовского. Год образования — 1411, но есть сведения, что городок Романовский был образован в 1613 году и назван в честь первого царя из древнего русского дворянского рода Романовых — Михаила Романова. Первоначально станица располагалась на правом берегу Дона. На протяжении почти двух веков она несколько раз переселялась с правого берега на левый, ввиду изменения русла Дона и набегов татар и горцев. С 1840 года располагается на левом берегу. К началу XX века в станице было 525 казачьих и 151 неказачьих дворов, церковь, приходское училище 3-го разряда и церковно-приходская школа.
В период генерального межевания России в 1888 году станица Романовская была отнесена вместе со станицей Цимлянской к 1-му Донскому округу с окружным центром в станице Константиновской, где и числилась до 1920 года. В 1963 году при укрупнении сельских районов и городов области, проводимом на основании правительственного решения, Романовский район, существовавший с 1937 года и в 1957 году переименованный в Волгодонской, вошёл в состав Цимлянского района. Административным центром Волгодонского района, вновь образованного 10 мая 1983 года за счёт части территории Цимлянского района, стала станица Романовская.

## Население
| 1959 | 1979  | 1989  | 2002  | 2010  |
| ---- | ----- | ----- | ----- | ----- |
| 5233 | ↗6392 | ↘5288 | ↗6896 | ↗8248 |

## Образование
Муниципальное общеобразовательное учреждение: Романовская средняя общеобразовательная школа является муниципальным гражданским светским некоммерческим средним общеобразовательным учреждением.
Основным предметом деятельности школы является реализация образовательных программ начального общего, основного общего и среднего (полного) общего образования.
Деятельность школы направлена на:
- формирование общей культуры обучающихся на основе усвоения обязательного минимума содержания общеобразовательных программ;
- достижение обучающимися соответствующего образовательного уровня, создание основы для осознанного выбора и последующего освоения профессиональных образовательных программ выпускниками школы;
- адаптацию обучающихся к жизни в обществе;
- воспитание у обучающихся гражданственности, трудолюбия, уважения к правам и свободам человека, любви к окружающей природе, Родине, семье;
- формирование у обучающихся навыков и привычек здорового образа жизни.

Обучение и воспитание в школе ведутся на русском языке. В школе преподаются в качестве иностранного английский и немецкий языки.
Школа осуществляет образовательный процесс в соответствии с уровнями общеобразовательных программ трех ступеней образования:
- I ступень — начальное общее образование (нормативный срок освоения — 4 года);
- II ступень — основное общее образование (нормативный срок освоения — 5 лет);
- III ступень — среднее (полное) общее образование (нормативный срок освоения — 2 года).

Содержание общего образования в школе определяется программами, разрабатываемыми, утверждаемыми и реализуемыми школой самостоятельно на основе государственных образовательных стандартов и примерных образовательных учебных программ, курсов, дисциплин.

## Культура
В станице Романовской проводится фестиваль бардовской песни «Струны души». В станице действует музей краеведения Волгодонского района.

## Люди, связанные со станицей
- Долгополов, Александр Фёдорович — донской казак, первопоходник, корниловец, исследователь истории Русской Америки.
- Ким, Владимир Владимирович — российский бард.
- Ким, Евгений — российский военнослужащий, участник вторжения на Украину, награжденный Орденом Мужества[8].
- Кострюков, Иван Трофимович — генерал-майор Русской императорской армии.
- Мушкетов, Виталий Ильич — русский и советский художник.
- Чибисов, Никандр Евлампиевич — Герой Советского Союза, генерал-полковник.
- Гладков, Стефан Яковлевич — Герой Советского Союза, гвардии сержант.

## Инфраструктура
Улицы
| - ул. 40 лет Победы - ул. 50 лет Победы - ул. 70 лет Октября - ул. Базарная - ул. Береговая - ул. Братская - ул. Весенняя - ул. Депутатская - ул. Жемчужная - ул. Забазновой - ул. Заречная - ул. Каргальского - ул. Красноармейская - ул. Ленина - ул. Лесная | - ул. Луговая - ул. Мелиоративная - ул. Мелиораторов - ул. Мира - ул. Набережная - ул. Почтовая - ул. ул. Пронина - ул. Садовая - ул. Смолякова - ул. Соловьёвых - ул. Степана Разина - ул. Строительная - ул. Тюхова - ул. Чибисова - ул. Юбилейная | - пер. Алферовский - пер. Бобровский - пер. Виноградный - пер. Гагарина - пер. Гладкова - пер. Гоголя - пер. Донской - пер. Изумрудный - пер. Казачий - пер. Кожанова - пер. Колхозный - пер. Комсомольский | - пер. Котова - пер. Октябрьский - пер. Пионерский - пер. Рубиновый - пер. Советский - пер. Союзный - пер. Стахановский - пер. Степной - пер. Чехова - пер. Чкаловский - пер. Шмутовой - пер. Ясина |

## Достопримечательности
- Краеведческий музей в станице Романовская. Фонд музея насчитывает 1327 предметов. В залах музея краеведения представлены старинные предметы донских казаков, памятные реликвии. В музее есть экспозиции: флора и фауна Волгодонского района, «Казачья горница». Около музея расположен старинный казачий городок в миниатюре.
- В станице Романовская станица находится храм Архангела Михаила[9]. Храм был построен в 2010 году.
- В станице Романовская около дома культуры находится Мемориал — Братская могила советcких воинов с памятником из трех фигур скорбящих женщин.
- Памятник Петру и Февронии в станице Романовская.
- Памятник участникам ликвидации катастрофы на Чернобыльской АЭС[10].
- В станице Романовская расположены: памятник атаману, стела-памятник «Самолет», памятный знак на месте казни комсомольцев-подпольщиков, памятник и братская могила героев-подпольщиков, часовня на станичном кладбище, мемориал «Вдовы»[11].

Древние курганы
К достопримечательностям Волгодонского района относятся его археологические памятники. Археологические памятники представлены множеством курганных захоронений.